# Riksåklagare
Riksåklagaren (RÅ) är Sveriges högsta åklagare med ansvar för och ledning av åklagarväsendet och som står under regeringen.

## Bakgrund
Riksåklagaren är myndighetschef för Åklagarmyndigheten. Riksåklagaren är dessutom ansvarig för Ekobrottsmyndighetens åklagare.
Riksåklagaren har exklusiv behörighet att som allmän åklagare föra talan i Högsta domstolen (HD) och är den enda som kan fatta beslut om att fullfölja ett åtal till HD. Riksåklagaren kan när som helst överta mål som väckts av lägre åklagare, till exempel därför att målet är komplicerat eller av principiell betydelse. Överprövning av beslut att inte väcka åtal görs i sista hand av riksåklagaren. 
Ämbetet inrättades 1948 och övertog då delar av justitiekanslerns och länsstyrelsernas tidigare funktioner i fråga om åtal av brott och åklagarväsendet. I samband med Åklagarmyndighetens inrättande i januari 2005 blev riksåklagaren dess chef.
Riksåklagaren utses av regeringen och myndigheten sorterar under Justitiedepartementet. Anställningen är en så kallad fullmaktsanställning, vilket innebär ett särskilt starkt anställningsskydd.

## Riksåklagare
- 1948–1960 Maths Heuman
- 1960–1966 Karl Emanuel Walberg
- 1966–1978 Holger Romander
- 1978–1989 Magnus Sjöberg
- 1989–1994 Torsten Jonsson
- 1994–2004 Klas Bergenstrand
- 2004–2008 Fredrik Wersäll
- 2008–2018 Anders Perklev
- 2018–2023 Petra Lundh
- 2023–     Katarina Johansson Welin[3][a]